# No Guts. No Glory.
No Guts. No Glory. ist das zweite Studioalbum der australischen Rockband Airbourne. Es erschien drei Jahre nach der Veröffentlichung des Debütalbums Runnin’ Wild in Deutschland am 5. März 2010 und erreichte Platz 4 der deutschen Charts.

## Geschichte
Laut eigenen Angaben zog die komplette Band während der Aufnahmen im Studio ein, da die Band wegen durchgehender Touren keine eigene Wohnung bzw. kein eigenes Haus mehr besaß. Das Album wurde Ende 2009 extra in ihrer Heimat aufgenommen und von Johnny K, der schon mit Disturbed und Plain White T’s zusammenarbeitete, produziert. Anfang 2010 stellte die Band im Vorprogramm von Mötley Crüe in Kanada bereits zum ersten Mal die neuen Songs vor. Dazu wurde im Januar 2010 die erste Single No Way But The Hard Way ins Internet gestellt. Danach folgte eine Welttour als Headliner, bei denen auch einige Konzerte in Deutschland gegeben wurden. In Deutschland erschien das Album am 5. März und erreichte mit Platz 4 die bislang beste Platzierung der Band. Im Vereinigten Königreich erreichte das Album Platz 31, in Australien immerhin Platz 19.

## Titelliste
1. Born to Kill – 3:39
2. No Way But the Hard Way – 3:34
3. Blonde, Bad and Beautiful – 3:49
4. Raise the Flag – 3:32
5. Bottom of the Well – 4:29
6. White Line Fever – 3:10
7. It Ain’t Over ’Till It’s Over – 3:17
8. Steel Town – 3:08
9. Chewin’ the Fat – 3:11
10. Get Busy Livin’ – 3:36
11. Armed and Dangerous – 4:12
12. Overdrive – 3:22
13. Back on the Bottle – 3:50

## Special Edition
Wie auch schon beim Vorgänger Runnin’ Wild gab es zu dem Album eine Spezialausgabe. Diesmal waren noch fünf Extralieder auf dieser Ausgabe:
1. Loaded Gun – 2:51
2. My Dynamite Will Blow You Sky High (And Get Ya Moanin' After Midnight) – 3:24
3. Rattle Your Bones – 2:36
4. Kickin’ It Old School – 2:37
5. Devil’s Child – 2:12